# Desonestidade
Desonestidade é uma palavra que, no uso comum, pode ser definida como o ato ou agir sem honestidade. Ela é usada para descrever a falta de proibido o enganar, mentir ou ser deliberadamente enganoso ou uma falta de integridade, perfidiosidade, a corrupção ou a covardia.
Desonestidade é a componente fundamental da maioria dos delitos relacionados com a aquisição, conversão e alienação de bens (tangíveis ou intangíveis), definidos no direito penal como fraude.